# Schulfotograf
Als Schulfotografen werden Fotografen bezeichnet, die in Schulen Einzel- oder Klassenfotos (meist als Set) erstellen. Die auf Schulfotografie spezialisierten Unternehmen sind meist überregional tätig und auf diesen Geschäftszweig beschränkt. Regelmäßig werden in diesem Zusammenhang Schulleitungen und Lehrer wegen Korruption verklagt und mit z. T. erheblichen Strafen belegt, da in vielen Fällen Geld- oder Sachmittel an Schulen oder Fördervereine fließen, was von den Gerichten als Korruption gewertet wird. Auch wettbewerbsrechtlich ist das Geschäftsmodell umstritten, da durch die Organisation von nur einem Fototermin an der Schule der Schulfotograf praktisch zum Monopolanbieter für Klassenfotos wird.

## Allgemein
In den meisten deutschen Schulen werden einmalig oder regelmäßig Fotografie-Sets von externen Fotografen angefertigt. Im Regelfall werden die Fotos während der Unterrichtszeit erstellt. Von der Schule werden zumeist auf Schulfotografie spezialisierte Unternehmen (Reisefotograf) beauftragt.

## Ablauf und Geschäftsmodell
Das beauftragte Unternehmen bietet eine Gegenleistung für den Auftrag an, die sich meist an der Höhe des Umsatzes, den der Fotograf mit der jeweiligen Schule erzielt, orientiert. Hier wird allerdings kein Bargeld gezahlt, es ist zumeist ein neues PC-System, ein Laptop oder ein Beamer, den das ausführende Unternehmen der Schule übergibt. Ebenso üblich ist zwischenzeitlich der Weg, dass die Fotografen den Schulen die Ausstellung von kostenlosen Schülerausweisen als Gegenleistung anbieten.
In der Regel wird das Inkasso und der Ablauf der Aktion von der Schule organisiert, ebenso die Verteilung und Rückgabe nicht abgenommener Bilder. Ein Urteil aus Österreich hält diese Tätigkeit der Schule für ausreichend, um sich selbst nicht dem Vorwurf der Bestechlichkeit auszusetzen.

## Rechtliche Beurteilung
Im Zusammenhang mit der Schulfotografie geht das BKA von über 10.000 Verdachtsfällen auf Korruption aus.
Das LKA Nordrhein-Westfalen warnt Schulen daher eindringlich vor dem Geschäftsmodell der Schulfotografie. Grund ist, dass in praktisch allen Fällen von den Schulfotografen Geld- oder Sachleistungen an Schulen, Fördervereine, Lehrer, Schulleitungen oder andere mit der Schule verbundene Personen oder Organisationen fließen, wodurch praktisch immer der Tatbestand der Korruption erfüllt ist.
Der BGH hat mit Urteil vom 26. Mai 2011 dargelegt, dass grundsätzlich der Verdacht der Bestechlichkeit naheliegt.
Ein vom Bundesverband der Schulfotografen im Jahr 2007 selber in Auftrag gegebenes Gutachten verneint allerdings eine Strafbarkeit nach §333 oder 334 StGB einer Gegenleistung durch den Schulfotografen an die Schule.
Ein Urteil des BGH vom 20. Oktober 2005 hat zusätzlich Bedingungen bezüglich des Datenschutzes formuliert.
In manchen Fällen werden von Schulen auch Schülerdaten an den Schulfotografen weitergegeben. Hierzu sagt der Landesbeauftragte für Datenschutz in Baden-Württemberg, dass es "kein Recht der Schule gibt, Schülerdaten ohne Einwilligung an Dritte für kommerzielle Zwecke weiterzugeben." Er führt weiter aus: "Die Schule darf die Schüler nur fotografieren lassen..., wenn diese oder ihre Eltern schriftlich ihr Einverständnis erklärt haben".
Mit Inkrafttreten der Datenschutz-Grundverordnung ist vor Anfertigen der Bilder zwingend das Einverständnis aller Erziehungsberechtigten einzuholen.